# Motivación (semiótica)

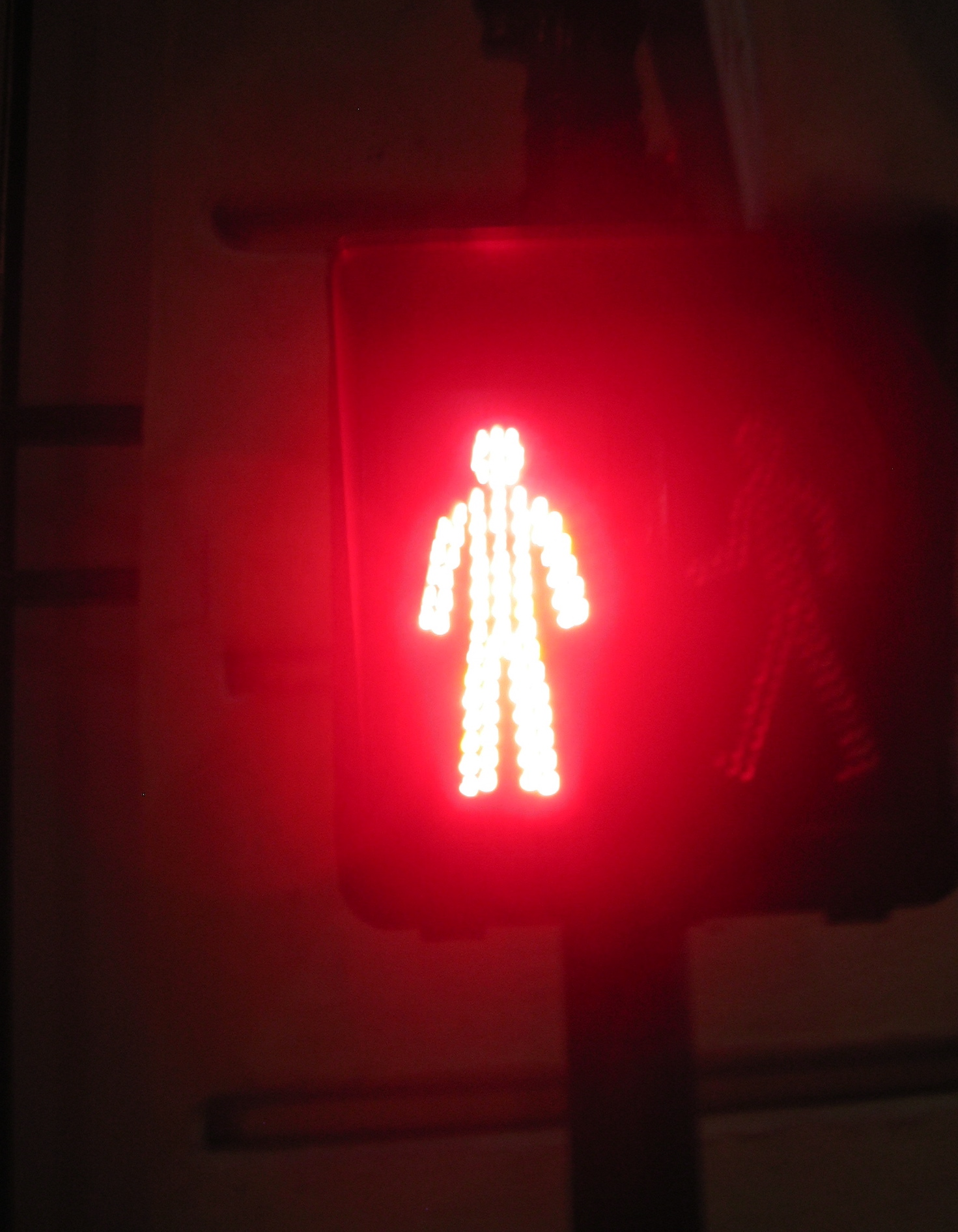
El simbolismo de la luz roja de un semáforo está motivado ya desde la naturaleza: sangre, fuego, etc.

En semiótica, la motivación es el parecido que tiene un significante hacia su significado, sobre todo aquellas características por la que los símbolos, signos convencionales, son elegidos.
Un ejemplo clásico es el semáforo. En los semáforos la luz roja, significante, simboliza «detente», significado. El color rojo simbolizando peligro está bastante motivado incluso desde la naturaleza con otros elementos peligrosos en las que predomina el rojo, como la sangre, el fuego o el metal ardiendo. Pero también hereda otras convenciones.
La elección de símbolos motivados se basa en su mayor pregnancia: cuesta menos aprenderlo, recordarlo y reconocerlo. Probablemente, habría ocasionado dificultades si se hubiese elegido para señalar la detención otros colores con motivaciones naturales distintas como el verde (frondosidad, inmadurez) o el azul (buen tiempo, mar).

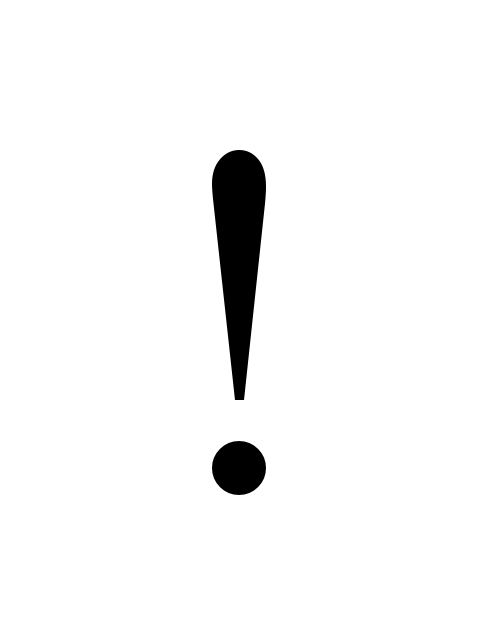
Signo de exclamación.
Un símbolo completamente convencional y desmotivado.

Por el contrario, los signos inmotivados sufren la constricción referencial, que es el grado de arbitrariedad o de aprendizaje necesario para entender un signo. Es lo contrario de motivación. Es el esfuerzo que yo hago para que un signo se refiera a un referente. Es totalmente convencional (nos obligan a aprenderlo sin ninguna razón) El mayor ejemplo de eso son las letras y números de las escrituras evolucionadas (aunque en un origen no fueran arbitrarios).
Por ello se dice que todos los signos han sido motivados en su origen, pero a lo largo de la historia pueden ir perdiendo su motivación y hacerse puramente convencionales y simbólicos.
- Datos: Q5679340